# Scarabaeus variolosus
Scarabaeus variolosus es una especie de escarabajo del género Scarabaeus, familia Scarabaeidae. Fue descrita científicamente por Fabricius en 1787.
Especie nativa del paleártico. Habita en Italia (Sicilia, Cerdeña), Malta, Yugoslavia, Bulgaria, Grecia, Turquía, Marruecos, Argelia y Túnez.

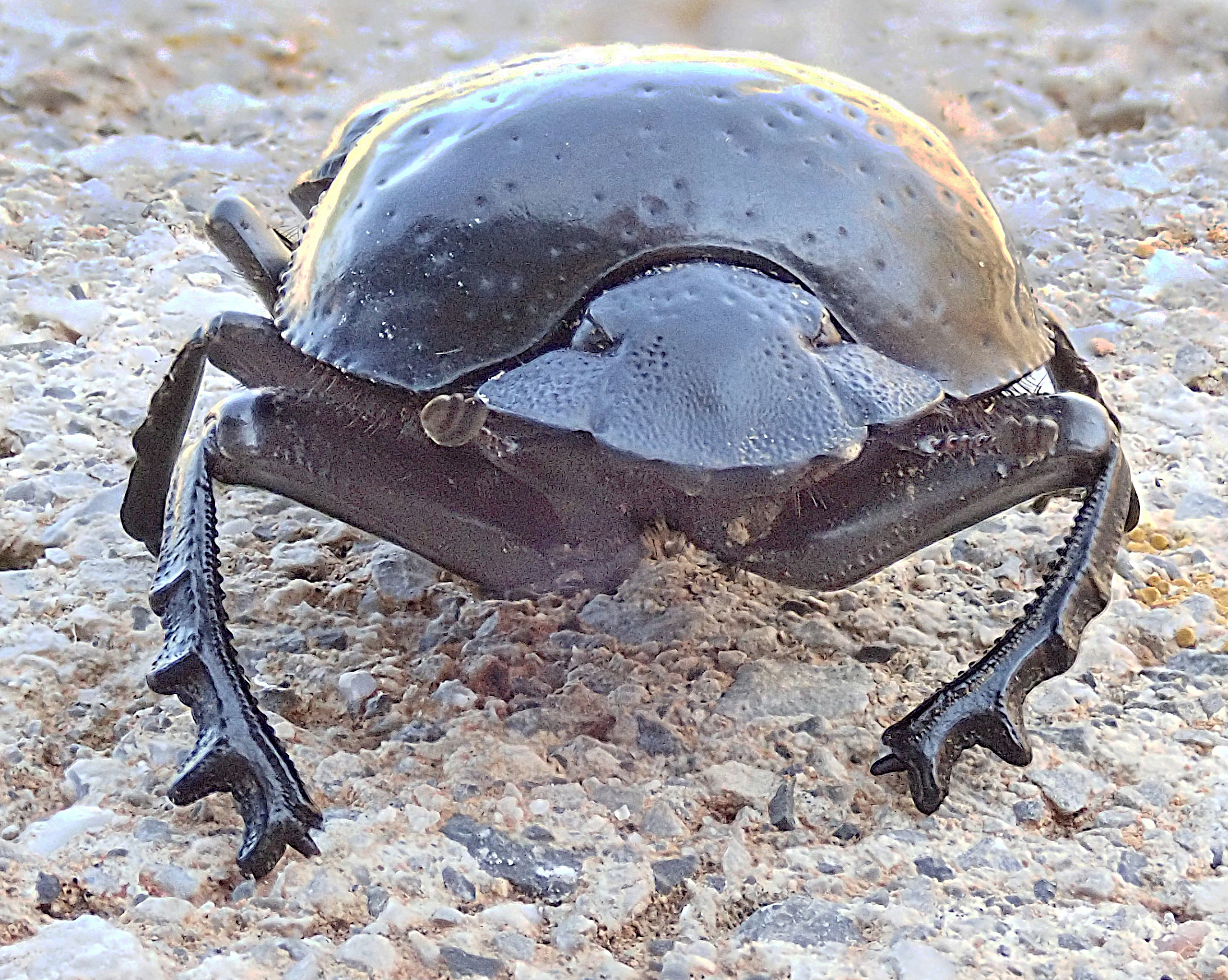
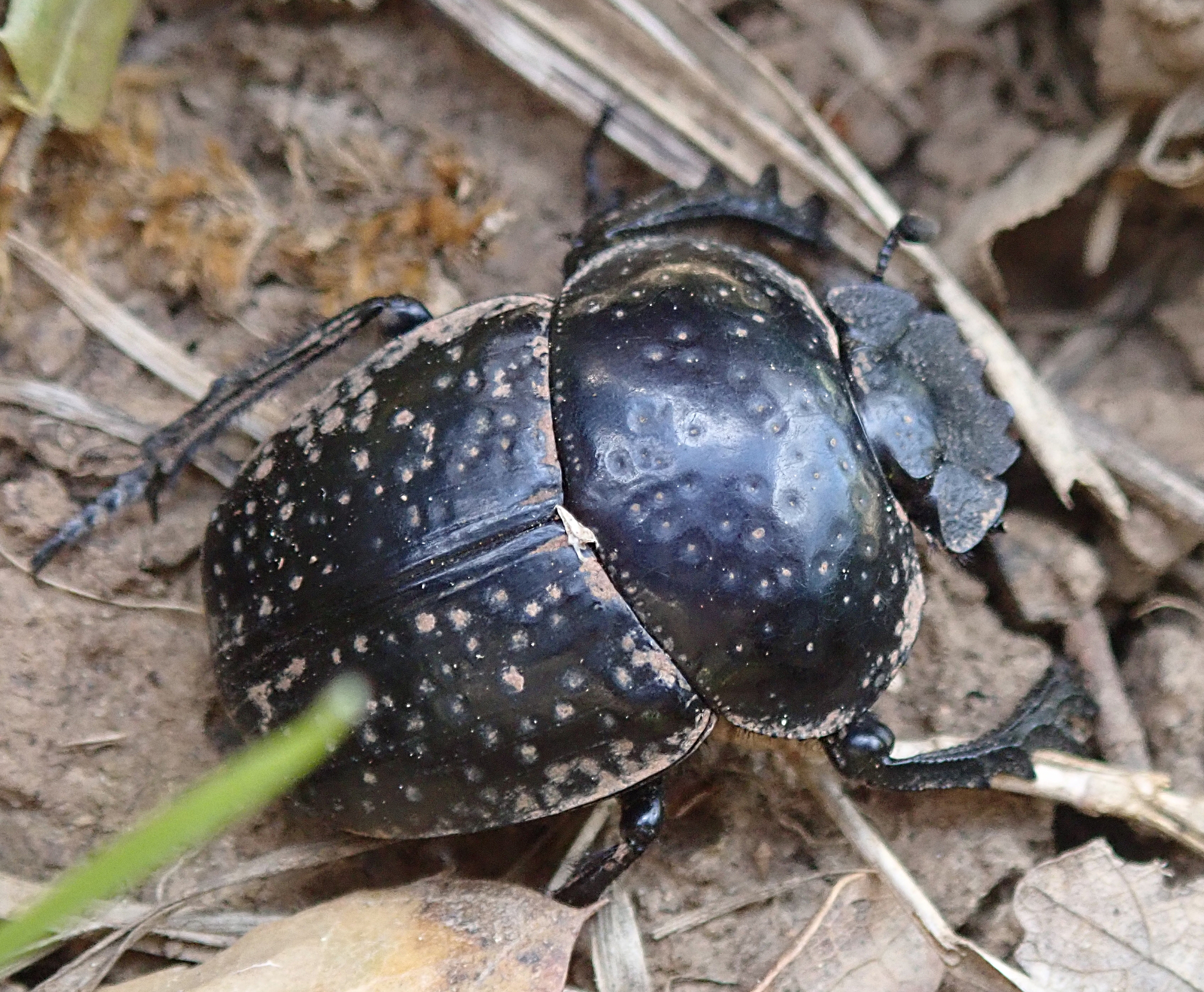
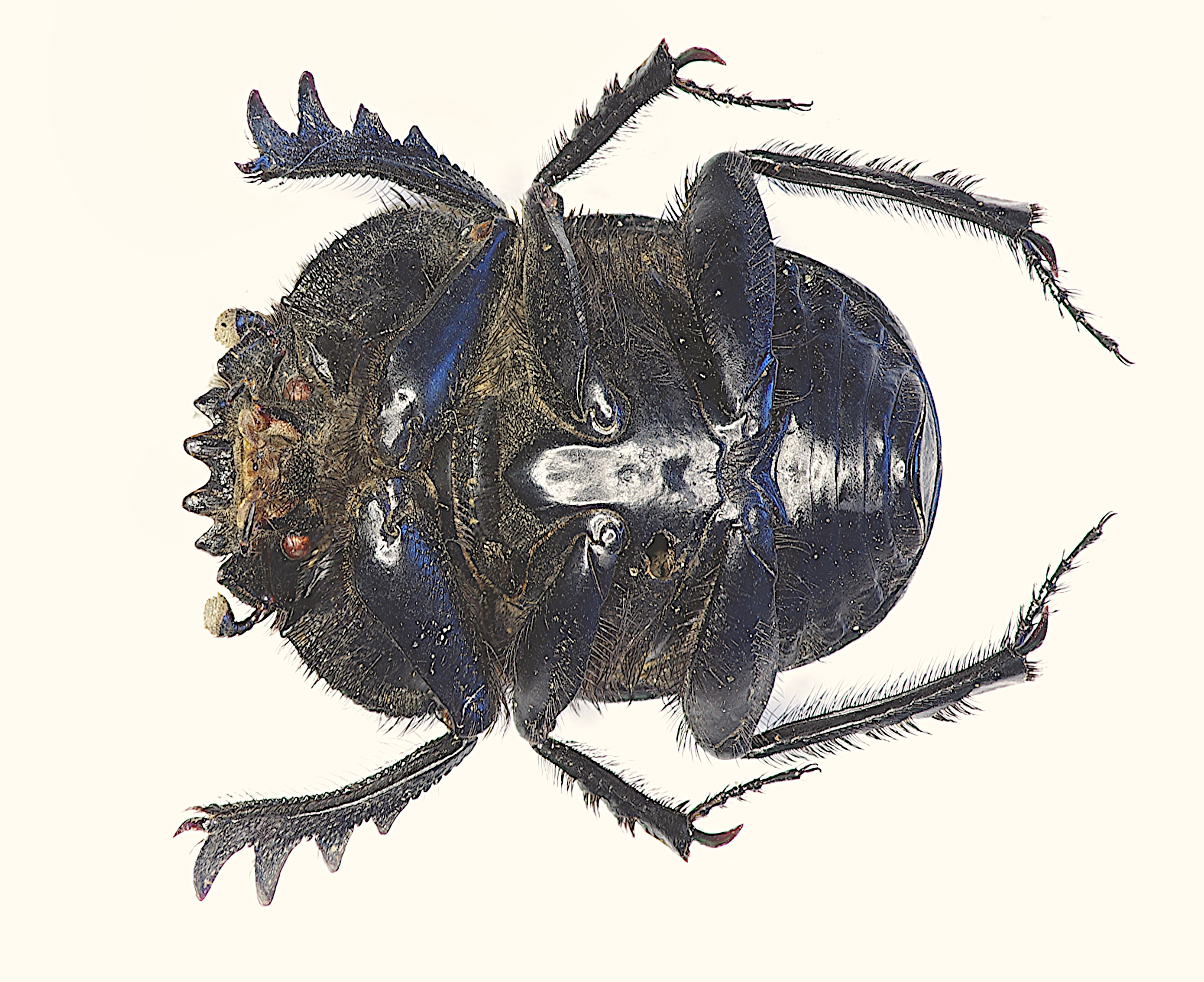
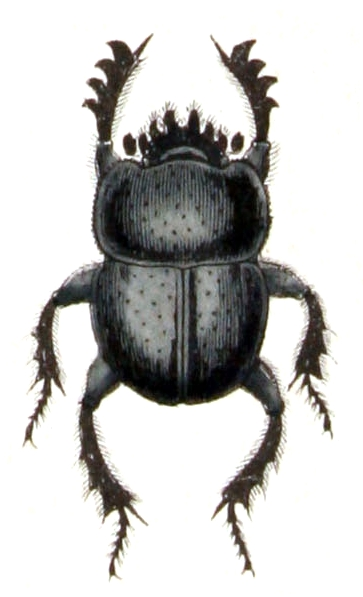